# Хмари Кордилевського

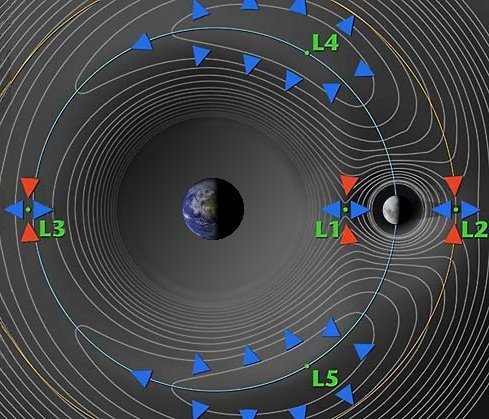
Точки Лагранжа системи Земля-Місяць. Хмари Кордилевського знаходяться в околицях L4 і L5

Хмари Кордилевського — два скупчення дрібного космічного пилу в точках Лагранжа L4 і L5 системи Земля—Місяць.

## Історія спостереження
Вперше спостерігалися польським вченим Казімєжем Кордилевським в жовтні 1956 року як світлі області з кутовим розміром близько 2° і яскравістю, приблизно удвічі меншою, ніж яскравість протисяйва. У березні і квітні 1961 року Кордилевський зробив перші фотографії цих скупчень, які до того часу змінили свою форму і розміри. У 1967 році спостереження Кордилевського були підтверджені американським вченим Дж. Веслі Сімпсоном за допомогою обсерваторії Койпера. Серйозним підтвердженням існування цих хмар є також результати, отримані Дж. Рочем у 1969—1970 роках на космічному апараті OSO-6.
За даними Кордилевського, приблизна маса цих пилових хмар за космічними мірками досить незначна — маса кожної хмари становить всього близько 10 000 тонн, поперечний розмір оцінюється у 10 000 км (за іншими джерелами — до 40 000 км).
Через надзвичайно малу яскравість хмари досить складно спостерігати з Землі, тому їхнє існування оскаржувалось деякими вченими. Американські супутники «Джеміні-12», «Аполлон-14», «Аполлон-16» робили фотографії точок Лагранжа L4 і L5, але чіткого підтвердження існування хмар не отримало. У 1991 році через точки проходила орбіта японського супутника «Hiten», але істотного збільшення щільності космічного пилу зафіксовано не було (мабуть, орбіта супутника пройшла дещо в стороні від хмар Кордилевського, оскільки хмари обертаються навколо точок Лагранжа на відстані в кілька градусів).
До теперішнього часу встановлені такі факти про хмари Кордилевського:
- кутовий розмір хмар при спостереженні з Землі становить близько 6°,
- яскравість хмар становить 20 S10[4], або близько 50% від яскравості протисяйво[5] (за іншими джерелами[6] — менше 3 S10, тобто 7-10% яскравості протисяйва),
- хмари рухаються навколо точок Лагранжа в еліптичній зоні з великою піввіссю в 6° уздовж екліптики і малою піввіссю в 2° перпендикулярно екліптиці,
- відстань від хмар до Місяця зменшується у літні місяці і збільшується у зимові,
- колір хмар зміщений в червону область спектра щодо кольору протисяйва — це може вказувати на іншу природу частинок, складових хмари.

Результати спостережень речовини в околицях лібраційних точок системи Земля—Місяць істотно розходяться, що може вказувати на складну природу цього явища, зокрема, через динамічну нестабільність точок L4 і L5 системи Земля—Місяць.

### Підтвердження
У жовтні 2018 року команда угорських астрономів і фізиків підтвердила існування двох малопомітних хмар пилу, які перебувають в умовно стабільних точках на відстані всього 400 000 кілометрів від Землі. Була проведена зйомка передбачуваного місця розташування хмари в точці L5, в результаті чого зафіксована поляризація світла в місцях передбачуваного розташування хмар, величина якої добре узгоджується з величиною, яку пророкували моделі для розсіяння світла на хмарах пилу.